# Dominion: Prequel to the Exorcist
Série L'Exorciste
L'Exorciste : Au commencement
(2004) L'Exorciste : Dévotion
(2023)
Pour plus de détails, voir Fiche technique et Distribution.
Dominion: Prequel to the Exorcist est un film d'horreur américain réalisé par Paul Schrader et sorti en 2005.
Mettant en scène Stellan Skarsgard, Gabriel Mann, Billy Crawford, ce film devait, comme son nom l'indique, être une préquelle du film L'Exorciste de 1973, réalisé par William Friedkin, et être le quatrième volet de série de films. Mais il fut remplacé par le film L'Exorciste : Au commencement. Néanmoins, il est considéré comme une version alternative de ce dernier.
Dans ce film, le père Lankester Merrin (Stellan Skarsgard) fait sa première rencontre avec le démon Pazuzu (qui possédera des années plus tard la jeune Regan dans L'Exorciste).

## Synopsis
Le père Lankester Merrin, traumatisé par les horreurs de la Seconde Guerre mondiale, a perdu la foi. Se retrouvant face au démon Pazuzu en Afrique, il devra se battre pour sauvegarder ses croyances.

## Fiche technique
- Titre original : Dominion: Prequel to the Exorcist
- Titre québécois : L'Exorciste: Aux sources du mal
- Réalisation : Paul Schrader
- Scénario : William Wisher Jr. et Caleb Carr, d'après les personnages créés par William Peter Blatty
- Photographie : Vittorio Storaro
- Montage : Tim Silano
- Décors : John Graysmark
- Costumes : Luke Reichle
- Musique : Angelo Badalamenti, Dog Fashion Disco et Trevor Rabin
- Production : Guy McElwaine, Wayne Morris, David C. Robinson, James G. Robinson et Art Schaeffer
- Société de production : Morgan Creek Productions
- Distribution : Warner Bros. (États-Unis)
- Budget : 30 millions de dollars
- Pays de production :  États-Unis
- Format : Couleurs - 2,00:1 - Son DTS / Dolby Digital / SDDS - 35 mm
- Genre : horreur, thriller, fantastique
- Durée : 117 minutes
- Dates de sortie : 
  - États-Unis : 20 mai 2005 (sortie limitée)
  - Belgique : 18 mars 2005 (festival international du film fantastique de Bruxelles) ; 10 août 2005

## Distribution
- Stellan Skarsgård (VF : Paul Borne) : le père Lankester Merrin
- Gabriel Mann : le père Francis
- Clara Bellar : Rachel Lesno
- Billy Crawford : Cheche
- Ralph Brown (VF : Jean-François Aupied) : le sergent major
- Israel Aduramo : Jomo
- Andrew French : Chuma
- Antonie Kamerling : Kessel
- Julian Wadham : le major Granville
- Eddie Osei : Emekwi
- Ilario Bisi-Pedro : Sebituana
- Niall Refoy : le caporal
- Lorenzo Camporese : le privé
- Burt Caesar : le docteur Lamu
- Marcello Santoni : le fermier hollandais

## Production

### Genèse, développement et annulation
John Frankenheimer est initialement choisi pour réaliser la préquelle de L'Exorciste de William Friedkin sorti en 1973. Il quitte cependant le projet, peu de temps avant sa mort en 2002. Le projet est repris par Paul Schrader. Ce dernier pense le film comme de « thriller psychologique » avec peu de gore. Cependant, le studio Morgan Creek Productions trouve que cela n'est pas assez vendeur pour le public. Alors que le tournage est très avancé, la production décide de réécrire totalement le scénario (cette fois signé Alexi Hawley), de changer d'acteurs et de réalisateur. Un tout nouveau film est alors tourné, sous la direction de Renny Harlin. Certains acteurs sont cependant conservés, comme Stellan Skarsgård qui incarne le père Lankester Merrin dans les deux productions, ainsi que Ralph Brown (le sergent-major) et Julian Wadham (major Granville). Certains acteurs ne sont plus disponibles pour ce nouveau tournage (Gabriel Mann) est ainsi remplacé par James D'Arcy dans le rôle du Père Francis). D'autres, par solidarité pour Paul Schrader, refusent de revenir. Environ 10% du film tourné par Paul Schrader est conservé. Cette version sort en 2004 sous le titre L'Exorciste : Au commencement (Exorcist: The Beginning). Mais après l'échec du film, aussi bien critique que public, Morgan Creek alloue un budget de 35,000 $ pour finaliser sa version,,. Le réalisateur fait ce qu'il peut avec ce maigre budget, qui sert principalement aux effets spéciaux. Angelo Badalamenti compose certaines musiques gratuitement. Le reste de la musique est assuré par le groupe de metal Dog Fashion Disco, dont le fils de Paul Schrader est fan. Des compositions de Trevor Rabin pour L'Exorciste : Au commencement sont également « recyclées ». Par ailleurs, le mixage audio est réalisé à la hâte,.

### Attribution des rôles
Le rôle du père Merrin est tout d'abord confié à Liam Neeson, avant que celui-ci ne quitte le projet pour cause de retard de planning.

### Tournage
Le tournage a lieu du 11 novembre 2002 à mars 2003. Il a lieu principalement dans les studios Cinecittà à Rome, ainsi qu'au Maroc.
Tout comme L'Exorciste : Au commencement, le film est tourné en Univisium (en) (2,00:1), un format créé en 1998 par le directeur de photographie italien Vittorio Storaro. La version sortie en vidéo le présentera finalement en 1.78:1.

## Bande originale
- Stardust Room, interprété par Devon Loizeaux
- Satan's March, interprété par Todd Smith et Jasan Stepp
- Back to Me, interprété par Devon Loizeaux

## Accueil

### Critique
Dominion: Prequel to the Exorcist est globalement mieux accueilli par la critique que L'Exorciste : Au commencement. Sur l'agrégateur américain Rotten Tomatoes, il récolte 30% d'opinions favorables pour 46 critiques et une note moyenne de 4,71⁄10. Sur Metacritic, il obtient une note moyenne de 55⁄100 pour 16 critiques.
Dans le Houston Chronicle, William Peter Blatty, auteur du roman original L'Exorciste (1971), a déclaré que voir L'Exorciste : Au commencement a été « l'expérience professionnelle la plus humiliante ». William Peter Blatty déclare préféré la version de Paul Schrader, qu'il décrit comme plus élégante et classe. Caleb Carr, crédité comme scénariste des deux films, déclare cependant préférer la version de Renny Harlin.

### Box-office
Dominion: Prequel to the Exorcist devait sortir initialement sortir direct-to-video, en complément de L'Exorciste : Au commencement. À la suite de l'échec de ce dernier, la version de Paul Schrader est projetée dans différents festivals et connait une sortie limitée en salles. Le film ne rapporte ainsi que 251,495 $ pour environ 30 millions de dollars de budget (auxquelles viennent s'ajouter 50 millions pour L'Exorciste : Au commencement),.